# سوران (مقاطعة دورود)
سوران (بالفارسية: سوران) هي قرية تقع في قسم جان الريفي (مقاطعة دورود) في إيران. يقدر عدد سكانها بـ 470 نسمة بحسب إحصاء 2016.